# HD 85622
HD 85622 là tên của một hệ sao đôi nằm trong một chòm sao phương nam tên là Thuyền Phàm. Với cấp sao biểu kiến là 4,58, ta có thể nhìn thấy hệ sao này bằng mắt thường. Để có thể nhìn thấy nó rõ ràng nhất, ta cần có một vị trí cách xa thành thị (do sự ô nhiễm ánh sáng đã làm hạn chế tầm nhìn) và điều kiện thời tiết tốt. Giá trị thị sai đo được là 4,3 mas, nghĩa là khoảng cách của nó với Trái Đất của chúng ta là khoảng xấp xỉ 750 năm ánh sáng. Hiện tại, nó đang di chuyển ra xa khỏi phía Trái Đất với vận tốc 8 km/s.
Hệ sao đôi này có chu kì là 329,3 ngày. Giá trị a sin i là 0,39 đơn vị thiên văn, mà a là trục lớn và i là độ nghiêng quỹ đạo từ điểm nhìn của chúng ta. Giá trị này cho ta giới hạn bên dưới trên trục lớn. Và hệ sao này có sự thay đổi ánh sáng rất nhỏ và phát ra tia X với cường độ 42,6 x 10−17 W/m2.
Ngôi sao thành phần có thể nhìn thấy của hệ sao này là một ngôi sao siêu khổng lồ với quang phổ loại G5 Ib hoặc G6 IIa. Tuổi của nó là khoảng 64 triệu năm tuổi và có tốc độ tự quay quanh trục là 19 km/s. Khối lượng của nó là gấp 6,2 lần khối lượng mặt trời và tỏa sáng gấp 1908 lần mặt trời với nhiệt độ hiệu dụng nơi quang cầu của nó là 4796 Kelvin.

## Dữ liệu hiện tại
Theo như quan sát, đây là hệ sao nằm trong chòm sao Thuyền Phàm và dưới đây là một số dữ liệu khác:
- Xích kinh 09h 51m 40.66782s[2]
- Độ nghiêng −46° 32′ 51.4329″[2]
- Cấp sao biểu kiến 4.58[1]
- Cấp sao tuyệt đối −2.96[1]
- Vận tốc hướng tâm +78±32[3] km/s
- Loại quang phổ G5 Ib[4] hoặc G6 IIa[6]
- Giá trị thị sai 4,3323 +/- 0,1445 mas[2]